# Дубецкое (Добрушский район)
Дубецкое (бел. Дубецкае) — упразднённый посёлок, входивший в Кормянский сельсовет Добрушского района Гомельской области Беларуси.
В результате катастрофы на Чернобыльской АЭС и радиационным загрязнением жители переселены в 1990—1992 годах в чистые места.

## География

### Расположение
В 18 км на восток от Добруша и железнодорожной станции в этом городе, в 46 км от Гомеля.

## Транспортная система
Транспортная связь по просёлочной дороге, а потом автодороге Демьянки — Добруш. Жители посёлка выселены, жилых домов нет (1992 год). Планировка состоит из компактной квартальной застройки. Застройка деревянными домами.

## Экология и природа
Вокруг посёлка лес. Рядом находится секретный объект площадью около 3 км².

## История
Основан в начале XX века переселенцами с соседних деревень. В 1931 году жители вступили в колхоз. В 1959 году посёлок находился в составе колхоза «Оборона» с центром в деревне Корма.
В 2005 году исключён из данных по учёту и регистрации административно-территориальных и территориальных единиц как фактически несуществующий населённый пункт.

## Население

### Численность
- 1992 год — жители деревни переселены

### Динамика
- 1959 год — 512 жителей (согласно переписи)
- 1992 год — жители деревни переселены